# Comuna Hubkiv, Berezne
Hubkiv (în ucraineană Губків) este o comună în raionul Berezne, regiunea Rivne, Ucraina, formată din satele Hubkiv (reședința) și Mociuleanka.

## Demografie
Componența lingvistică a comunei Hubkiv
     Ucraineană (99,66%)
     Alte limbi (0,22%)
Conform recensământului din 2001, majoritatea populației comunei Hubkiv era vorbitoare de ucraineană (99,66%), existând în minoritate și vorbitori de alte limbi.